# بخش اورنج (شهرستان هنکوک، اوهایو)
بخش اورنج (به انگلیسی: Orange Township) یک منطقهٔ مسکونی در ایالات متحده آمریکا است که در شهرستان هنکاک، اوهایو واقع شده‌است.
 بخش اورنج ۹۳٫۸۶ کیلومتر مربع مساحت و ۱٬۳۴۸ نفر جمعیت دارد و ۲۶۵ متر بالاتر از سطح دریا واقع شده‌است.